# Montreal Maroons
Die Montreal Maroons waren ein professionelles Eishockeyteam aus Montreal. Sie spielten von 1924 bis 1938 in der National Hockey League. 1926 und 1935 gewannen sie den Stanley Cup.

## Geschichte

### Gründung und Stadionbau
Nachdem die Montreal Wanderers 1918 den Spielbetrieb eingestellt hatten, schlossen sich die englischsprachigen Eishockeyfans der Stadt den Canadiens de Montréal an, obwohl dies bis dahin der Verein der französischsprachigen Gesellschaft gewesen war. Als die Canadiens 1924 nach acht Jahren den Stanley Cup wieder einmal nach Montreal gebracht hatten, feierte die Stadt gemeinsam den Titel, doch hinter den Kulissen planten die Funktionäre, die in ihren Reden die Gemeinsamkeit lobten, schon die Gründung eines neuen Teams für die englischsprachige Bevölkerung.
Einher mit der Planung des neuen Teams ging auch der Plan ein neues Eisstadion in Montreal zu bauen. Mit Neid blickte man nach Ottawa, wo man bereits auf Kunsteis spielte. Der Initiator des Projekts war William Northey, der früher Präsident des ehemaligen Stanley-Cup-Gewinners Montreal AAA war. Er konnte den einflussreichen Donat Raymond für die Idee gewinnen, der die Beziehungen hatte, die für die Finanzierung des Projekts erforderlich waren. Bereits im März 1922 sprachen die beiden mit der Canadian Pacific Railway (CP). Der Präsident der CP Edward Beatty konnte für das Vorhaben gewonnen werden und schaffte es binnen eines Jahres mit Herbert Molson von der Molson-Brauerei und seinem Cousin William Molson, dem Gründer der Molson Bank, zwei weitere zahlungsstarke Unterstützer mit einzubeziehen. Im Frühjahr 1923 diskutierte man erstmals die Pläne des in Montreal bekannten Architekten John Smith Archibald. Mit Léo Dandurand war auch ein Vertreter der Canadiens eingebunden, was man der Öffentlichkeit damals aus taktischen Gründen vorenthielt. Die Canadiens hatten gerade einen sechs Jahre geltenden Vertrag mit der Mount Royal Arena abgeschlossen, doch auch ihnen war klar, dass dies keine dauerhafte Lösung war. Die Verpflichtung von Cecil Hart, einem engen Freund von Dandurand als Manager des neuen Teams sprach dafür, dass die Canadiens auch in die sportliche Planung eingebunden waren.
Im Juni 1924 hatte man 400.000 Dollar für den Bau des Montréal Forum zusammen und so konnte die Umsetzung beginnen. Die sportliche Leitung hatte man James Strachan übertragen, der eine ähnliche Rolle bereits bei den Montreal AAA und den Wanderers innegehabt hatte. Offiziell wurde bei der NHL ein Franchise beantragt. Die Liga beschäftigte sich zu dieser Zeit auch mit Expansionsgedanken in Richtung Vereinigte Staaten. Aus Ottawa kam die Forderung, dass die neuen Teams eine Aufnahmegebühr zu zahlen hätten, bei den Canadiens äußerte man sich öffentlich ablehnend. Die neuen Stadionbetreiber fanden eine Einigung, indem sie den Canadiens 15.000 Dollar für die Aufteilung der Territoriumsrechte zahlten. Ein Betrag, den man kaum ablehnen konnte. Anfang Oktober erhielt man gemeinsam mit den Boston Bruins die Zusage.

### Die erste Saison
Als ersten Spieler verpflichtete das neue Team Dunc Munro, einen 18-jährigen Verteidiger, der vor der Saison Olympiasieger geworden war. Ottawa bot man 20.000 Dollar für Frank Nighbor, King Clancy und Hooley Smith, doch die Senators lehnten ab. Mit dem Torwart Clint Benedict und dem ehemaligen Topscorer der Liga, Punch Broadbent, kamen aber zwei andere Spieler aus Ottawa. Von den Toronto St. Patricks konnte man den defensivstarken Reg Noble für das neue Team gewinnen. Diese Spieler bildeten das Gerüst des Teams, das offiziell Montreal Professional Hockey Club hieß. Gerne hätte man das Team wieder Wanderers genannt, doch man konnte die Namensrechte nicht erwerben. Aufgrund der Trikotfarbe hatte das Team bald den Spitznamen Maroons und im Laufe der Saison wurde daraus auch der offizielle Name.
Mit viel Optimismus starteten die Maroons in die erste Spielzeit, und wie erwartet sympathisierten große Teile der englischsprachigen Bürger Montreals nicht mehr mit den Canadiens, sondern nun mit dem neuen Team. Bereits im Februar hatte es zwischen der Klubführung und Cecil Hart Unstimmigkeiten über die Kompetenzen gegeben, Hart kehrte zurück zu den Canadiens und Eddie Gerard übernahm die Aufgabe hinter der Bande. Durch ihre defensive Spielweise machten sie ihren Gegnern das Leben schwer, doch die geringe Torausbeute brachte auch nur neun Siege im 30 Spielen. Sechs Mal traf man auf die Canadiens. Diese Spiele, vor allem im Forum wurden von über 11.000 Zuschauern besucht und waren zu dieser Zeit der sportliche Höhepunkt in Montreal. Den Maroons gelangen lediglich zwei Unentschieden, jedoch kein Sieg.

### Erster Stanley-Cup-Sieg
Für die Saison 1925/26 hatte sich das Team vor allem im Angriff verstärkt. Mit dem 22-jährigen Nels Stewart und dem 21-jährigen Babe Siebert konnte der Verein zwei starke junge Angreifer für das Team gewinnen. Vor Saisonbeginn kam Lester Patrick mit seinen Victoria Cougars nach Montreal. Der amtierende Stanley-Cup-Sieger bot den Canadiens, die in den Finals unterlegen waren, eine Revanche. Auch die Maroons traten gegen die Cougars an. Die erste Hälfte des Spiels wurde nach den Regeln der NHL gespielt, die zweite Hälfte spielte man nach den offensiveren Regeln, die an der Westküste üblich waren. Diese Umstellung bereitete den Maroons Probleme und die Mannschaft unterlag mit 3:1.
In der Saison lief es dann besser. Schon bald konnte das Team erstmals gegen die Canadiens gewinnen. Der Lokalrivale war durch das tragische Karriereende seines Torhüters Georges Vézina geschwächt, und während der gesamten Saison war man nicht in der Lage den Maroons, bei denen die beiden jungen Neuzugänge furios einschlugen, Paroli zu bieten. Nels Stewart war mit 34 Toren und acht Vorlagen bester Scorer der NHL und führte sein Team auf den zweiten Platz nach der regulären Saison.
Die Play-offs wurden damals mit je einem Heim- und Auswärtsspiel ausgespielt. Danach wurden die Tore beider Spiele zusammengezählt, um den Sieger zu ermitteln. In der ersten Runde stand die Mannschaft den Pittsburgh Pirates gegenüber, die von Sprague Cleghorn trainiert wurden. Nach einem 3:1-Sieg in Pittsburgh, reichte im zweiten Spiel ein 3:3-Unentschieden um die nächste Runde zu erreichen. Hier spielte man gegen die Ottawa Senators um die NHL-Meisterschaft und den Einzug in die Finalserie um den Stanley Cup. Im ersten Spiel in Montreal gelang den Senators Sekunden vor Schluss der Ausgleich zum 1:1. Beim zweiten Spiel, das in Ottawa gespielt wurde, gelang nur Babe Siebert ein Treffer, der damit die Maroons zum NHL-Meister machte. Gemeinsam mit etwa 600 mitgereisten Fans feierte man in Ottawa und nach ihrer Ankunft in Montreal wurde das Team gleich am Bahnhof von einer begeisterten Menge empfangen.
Nachdem die Stanley-Cup-Finalserie im Vorjahr an der Westküste ausgetragen worden waren, mussten die Victoria Cougars als Vertreter der Pacific Coast Hockey Association und Titelverteidiger dieses Mal nach Montreal reisen. Die Reise dauerte damals fünf Tage. Das erste Spiel, das nach den Regeln der NHL ausgetragen wurde, gewannen die Maroons mit 3:0. Im zweiten Spiel galten dann die offensiveren Regel aus dem Westen. Die Cougars haderten mit dem Schiedsrichter, der mit der Regelumstellung offensichtlich größere Probleme hatte als die Spieler. Auch dieses Spiel entschieden die Maroons mit 3:0 für sich. Im dritten Spiel gelang Victoria nicht nur der erste Treffer. Mit einem 3:2-Sieg brachten sie sich zurück in die Serie. Anders als in den bisherigen Spielen nutzen die Maroons im vierten Spiel die Möglichkeiten, die ihnen die offensiveren Regeln boten und überraschten damit die Cougars. Durch zwei Tore von Nels Stewart gewannen sie das vierte Spiel und den Stanley Cup.
In der Nacht vom 24. auf den 25. März 1936 spielten die Maroons gegen die Detroit Red Wings das längste Playoff-Spiel aller Zeiten. Es wurde erst im sechsten Verlängerungsdrittel entschieden und dauerte 176 Minuten und 30 Sekunden.

## Erfolge und Ehrungen

### Sportliche Erfolge
In den Jahren 1926 und 1935 gewannen die Montreal Maroons den Stanley Cup, die begehrteste Trophäe der Eishockeywelt. 1928 standen sie erfolglos im Finale.

### Franchiserekorde
Im Folgenden werden ausgewählte Spielerrekorde des Franchise sowohl über die gesamte Karriere als auch über einzelne Spielzeiten aufgeführt.

#### Karriere
|                     | Name           | Anzahl                        |
| Meiste Spiele       | Jimmy Ward     | 491                           |
| Meiste Tore         | Nels Stewart   | 185                           |
| Meiste Vorlagen     | Hooley Smith   | 151                           |
| Meiste Punkte       | Hooley Smith   | 281 (130 Tore + 151 Vorlagen) |
| Meiste Strafminuten | Nels Stewart   | 647                           |
| Meiste Shutouts     | Clint Benedict | 39                            |

#### Saison
|                     | Name           | Anzahl                     | Saison  |
| Meiste Tore         | Nels Stewart   | 39                         | 1929/30 |
| Meiste Vorlagen     | Hooley Smith   | 33                         | 1931/32 |
| Meiste Punkte       | Nels Stewart   | 55 (39 Tore + 16 Vorlagen) | 1929/30 |
| Meiste Shutouts     | Clint Benedict | 13                         | 1926/27 |
| Meiste Strafminuten | Red Dutton     | 139                        | 1928/29 |

### Individuelle Auszeichnungen
Calder Trophy: Als Frank Calder zum zweiten Mal den besten Rookie mit der von ihm gestifteten Trophäe ehrte, war mit Russ Blinco ein Spieler der Maroons der Preisträger.
- 1934 – Russ Blinco

Hart Memorial Trophy: Old Poison Nels Stewart wurde zu seiner Zeit bei den Maroons zweimal als wertvollster Spieler der NHL ausgezeichnet.
- 1926 – Nels Stewart
- 1930 – Nels Stewart

NHL Top-Torschütze: Gleich in seinem ersten Jahr in der NHL war er der erfolgreichste Torschütze der Liga und half mit den Stanley Cup zu gewinnen. Ab 1999 wurde hierfür die Maurice Richard Trophy vergeben.
- 1926 – Nels Stewart

NHL Top-Scorer: Die meisten Tore waren auch der Grundstein für den Titel des besten Scorers. Ab 1948 wurde hierfür die Art Ross Trophy vergeben.
- 1926 – Nels Stewart

## Mitglieder der Hockey Hall of Fame
- Clint Benedict
- Buck Boucher
- Punch Broadbent
- King Clancy (Trainer)
- Sprague Cleghorn (Trainer)
- Lionel Conacher
- Alex Connell
- Red Dutton
- Eddie Gerard (Trainer)
- Reg Noble
- Hooley Smith
- Nels Stewart